# Championnat de Singapour de football 2009
Navigation
Saison 2008 Saison 2010
La saison 2009 du Championnat de Singapour de football est la 77e édition de la première division à Singapour, organisée par la fédération singapourienne sous forme d'une poule unique où toutes les équipes rencontrent trois fois leurs adversaires. Il n'y a pas de relégation puisque les clubs inscrits sont des franchises, à l'image de ce qui se fait dans les championnats australien ou nord-américain. 
C'est le club de Singapore Armed Forces FC, triple tenant du titre, qui remporte à nouveau le championnat cette saison, après avoir terminé en tête du classement final, avec onze points d'avance sur Tampines Rovers et quatorze sur le duo composé de Gombak United FC et de Home United FC. C'est le onzième titre de champion de Singapour du club.
À l'issue de la saison, le champion se qualifie pour les barrages de la Ligue des champions de l'AFC et le vainqueur de la Coupe de Singapour se qualifie pour la Coupe de l'AFC. Néanmoins, les franchises « étrangères » comme Super Reds FC, Albirex Niigata Singapour FC ou DPMM Brunei ne peuvent pas s'aligner en compétition asiatique pour représenter Singapour.
La formation chinoise de Dalian Shide Siwu est remplacée par une équipe de Brunei, DPMM Brunei, qui est exclue en cours de saison car la FIFA suspend la fédération brunéie.

## Les clubs participants
| - Home United FC - Sengkang Punggol FC - Singapore Armed Forces FC - Woodlands Wellington FC - Albirex Niigata Singapour FC - Super Reds FC | - Tampines Rovers - Geylang United - Balestier Khalsa FC - Gombak United FC - Young Lions U-23 - DPMM Brunei |

## Compétition
Le barème de points servant à établir le classement se décompose ainsi :
- Victoire : 3 points ;
- Match nul : 1 point ;
- Défaite : 0 point.

### Classement
| Rang | Équipe                       | Pts | J  | G  | N  | P  | Bp | Bc | Diff |
| ---- | ---------------------------- | --- | -- | -- | -- | -- | -- | -- | ---- |
| 1    | Singapore Armed Forces FCT   | 67  | 30 | 22 | 1  | 7  | 73 | 31 | +42  |
| 2    | Tampines Rovers              | 56  | 30 | 16 | 8  | 6  | 47 | 25 | +22  |
| 3    | Gombak United FC             | 53  | 30 | 14 | 11 | 5  | 52 | 32 | +20  |
| 4    | Home United FC               | 53  | 30 | 16 | 5  | 9  | 50 | 32 | +18  |
| 5    | Super Reds FC                | 50  | 30 | 14 | 8  | 8  | 52 | 34 | +18  |
| 6    | Geylang UnitedC              | 40  | 30 | 12 | 4  | 14 | 36 | 39 | -3   |
| 7    | Albirex Niigata Singapour FC | 38  | 30 | 11 | 5  | 14 | 38 | 47 | -9   |
| 8    | Young Lions U-23             | 34  | 30 | 9  | 7  | 14 | 33 | 48 | -15  |
| 9    | Woodlands Wellington FC      | 31  | 30 | 8  | 7  | 15 | 23 | 48 | -25  |
| 10   | Sengkang Punggol FC          | 21  | 30 | 5  | 6  | 19 | 26 | 58 | -32  |
| 11   | Balestier Khalsa FC          | 18  | 30 | 4  | 6  | 20 | 22 | 58 | -36  |
| 12   | DPMM BruneiP exclu           | 0   | 0  | 0  | 0  | 0  | 0  | 0  | 0    |

|  | Qualification pour la Ligue des champions de l'AFC 2010                                  |
|  | Qualification pour la Coupe de l'AFC 2010                                                |
|  | T : Tenant du titre C : Vainqueur de la Coupe de Singapour P : Club débutant en S-League |

## Bilan de la saison
| Championnat de Singapour de football 2009 |                                       |
| Champion                                  | Singapore Armed Forces FC (10e titre) |
| Coupes et trophées                        |                                       |
| Vainqueur de la Coupe de Singapour 2009   | Geylang United                        |
| Qualifications continentales              |                                       |
| Ligue des champions de l'AFC 2010         | Singapore Armed Forces FC (barrages)  |
| Coupe de l'AFC 2010                       | Geylang United                        |
| Promotions et relégations                 |                                       |
| Promus en S-League                        | Aucun                                 |
| Relégués en Division II                   | Aucun                                 |